# Elisabeth Kübler-Ross
Elisabeth Kübler Ross (Zúrich, 8 de julio de 1926-Scottsdale, Arizona, 24 de agosto de 2004) fue una psiquiatra y escritora suizo-estadounidense, una de las mayores expertas mundiales en la muerte, las personas moribundas y los cuidados paliativos.

## Biografía

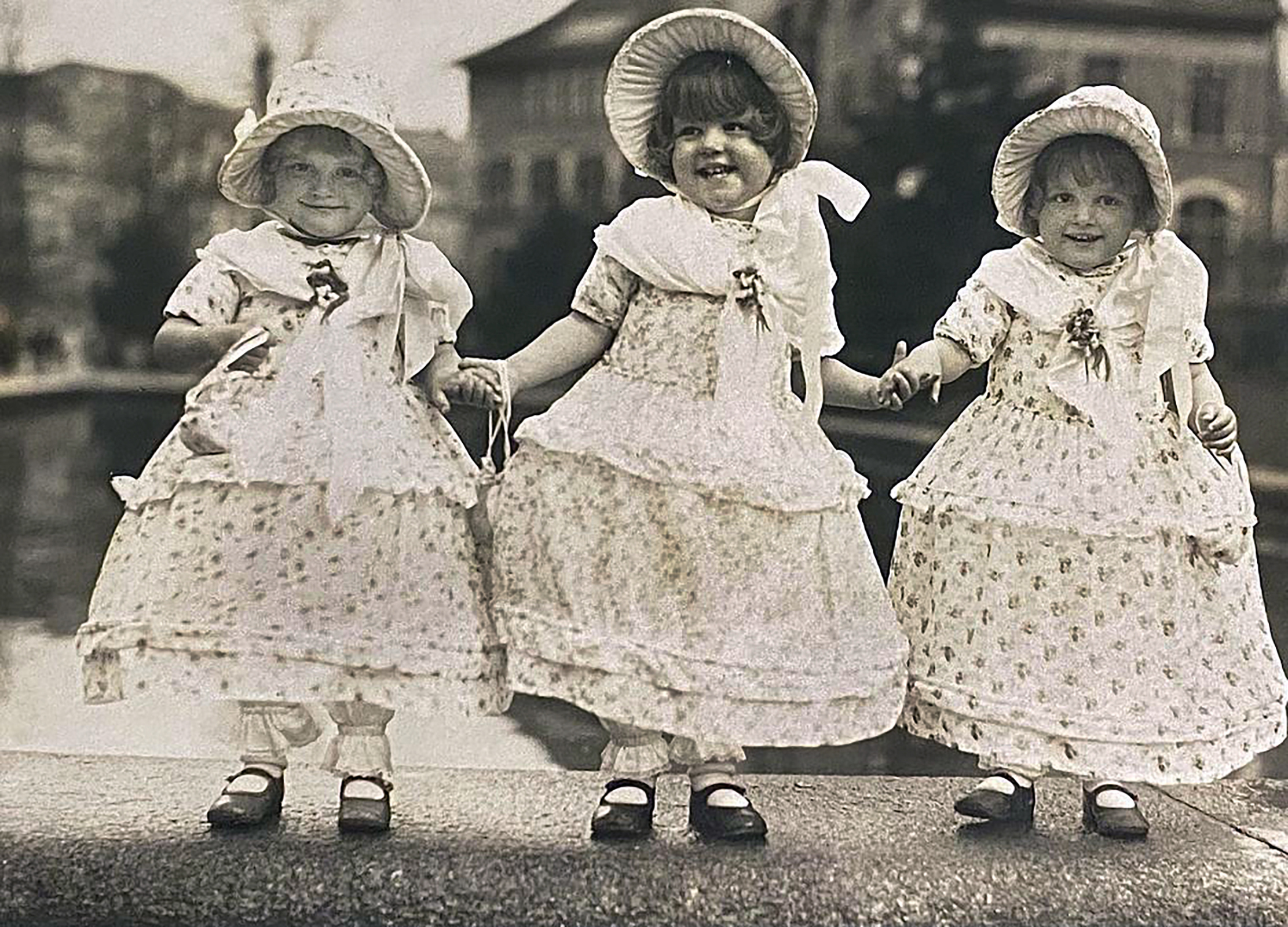
Elisabeth Kübler-Ross (izquierda) y sus hermanas trillizas, Eva (centro) y Erika (derecha), 1930

Fue la primera de tres hijas trillizas de una familia de clase media suiza de Zúrich. Las tres hermanas vestían igual, recibían los mismos regalos, realizaban las mismas actividades y las personas reaccionaban ante las trillizas no como individuos, sino como grupo. Esta vivencia afectó a su sentido de identidad y le ayudó a reconocer entre las personas a quiénes son auténticamente ellas mismas.
A los 5 años, ingresó en el hospital por una neumonía, y allí tuvo su primer contacto con la muerte al asistir al fallecimiento de su compañera de habitación. En otra ocasión, vio a un vecino tranquilizar sosegadamente a su familia mientras se preparaba para su inminente muerte tras haber sufrido una fractura de cuello. Tales experiencias la llevaron al convencimiento de que la muerte era solo una de las muchas etapas de la vida, y de que las personas moribundas y quienes las rodean deberían estar preparadas para afrontarla con paz y con dignidad.
Siendo todavía adolescente, trabajó en Francia, Polonia e Italia, reconstruyendo comunidades devastadas por la Segunda Guerra Mundial como asistente de laboratorio en un hospital para refugiados de guerra; luego, en 1945, se convirtió en una activista del Servicio Voluntario Internacional para la Paz.  
Justo después de la liberación de Europa en 1945, visitó Majdanek, un campo de concentración donde habían muerto más de 300.000 personas. Allí conoció a una niña que se había quedado atrás cuando las cámaras de gas no podían contener a otra persona. En lugar de permanecer amargada, recordó Kübler-Ross, esa niña eligió perdonar y olvidar. La niña dijo: «Si puedo cambiar la vida de una persona del odio y la venganza, al amor y la compasión, entonces merecería sobrevivir». 
Las experiencias en Polonia cambiaron su vida para siempre: decidió pasar su vida sanando a otras personas. Las paredes de los barracones estaban llenas de dibujos de mariposas. Esos dibujos le marcaron, y a partir de entonces se dedicó en cuerpo y alma a crear una nueva cultura sobre la muerte. Convirtió el símbolo de la mariposa en un emblema de su trabajo, ya que para ella este hecho significaba el renacimiento hacia un estado de vida superior.
En contra de los deseos de su padre, se matriculó en la facultad de medicina de la Universidad de Zúrich en 1951 y se graduó en 1957. En 1958 se casó con un compañero de estudios, Emanuel Robert Ross. La pareja se mudó a Nueva York para realizar pasantías en el Glen Cove Community Hospital de Long Island. Kübler-Ross luego completó una residencia de tres años en Psiquiatría en el Manhattan State Hospital y estuvo durante un año en el Montefiore Hospital en el Bronx.
En 1960, Elisabeth dio a luz a su primer hijo, Kenneth, el 31 de julio. Antes del nacimiento de Kenneth, había experimentado varios abortos espontáneos. En 1962, Kübler-Ross y su familia abandonaron Nueva York para buscar nuevos trabajos en la Facultad de Medicina de la Universidad de Colorado en Denver. En diciembre de 1963 nació su segundo hijo, una hija, Barbara. En 1965 se mudó a Chicago, donde se convirtió en profesora asistente de psiquiatría en el Hospital Billings, afiliado a la Universidad de Chicago. Allí, comenzó a centrarse en el tratamiento psicológico de pacientes terminales que padecían ansiedad. Descubrió que muchos profesionales de la salud preferían evitar hablar de la muerte con sus pacientes, dejándoles que se enfrentaran a la muerte en soledad. Las facultades de medicina prefirieron centrarse en la recuperación de los pacientes en lugar de en su muerte. Sin embargo, persistió en su trabajo, organizando seminarios sobre la muerte y el morir con cuidadores, personal sanitario y otras personas, que atrajeron a un gran público.

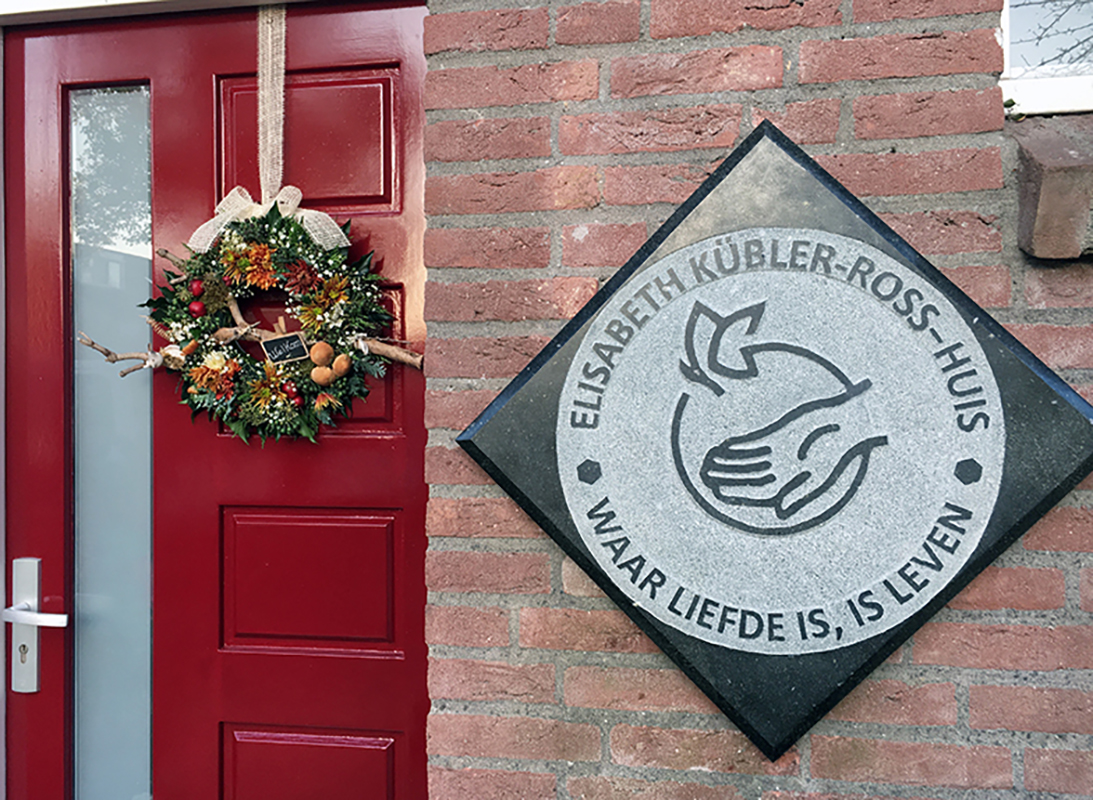
El primer hospicio de los Países Bajos lleva el nombre de Kübler-Ross

El éxito de su primer libro, Sobre la muerte y los moribundos (1969) la impulsó a dedicar su práctica clínica a los pacientes moribundos y a fundar el Shanti Nilaya («hogar de paz»), un centro de curación cerca de la ciudad californiana de Escondido. En la década de 1980 comenzó a concentrarse en ayudar a pacientes con sida y a otros enfermos que debían enfrentarse a la muerte. Kübler-Ross continuó con este trabajo hasta que se jubiló en 1996.
Ayudó a muchos familiares a manejar su pérdida, a saber cómo enfrentarse a la muerte de un ser querido; les explicó cómo apoyar a la persona en agonía, lo que debía hacerse en esos difíciles momentos y lo que debía evitarse. Bajo su tutela se crearon fundaciones y movimientos cívicos que reclamaban el derecho a una muerte digna. Y comenzaron a publicarse libros, gracias a los cuales miles de familias recibieron consuelo.
Toda su obra versa sobre la muerte y el acto de morir, y en ella va describiendo diferentes fases de la persona enferma según se aproxima su final: negación, ira, negociación, depresión y aceptación.
Educada en su niñez en el calvinismo, no perteneció a ninguna confesión religiosa, aunque manifestó aprecio por la labor de los capellanes católicos y protestantes de los hospitales. En su autobiografía, La rueda de la vida, se declara religiosa «a su manera», apela a un Dios providencial y amoroso y reivindica el valor enriquecedor del sufrimiento. Fue una mujer de carácter, independiente, aguerrida y muy inquieta. Su interés por el más allá la llevó a un entusiasta acercamiento durante tres años a sesiones de espiritismo, lo que precipitó la separación de su marido, que solicitaría el divorcio en 1976.

## Talleres sobre la vida, la muerte y la transición
A finales de los años 70, la Dra. Elisabeth Kübler-Ross desarrolló una serie de talleres residenciales de cinco días destinados a ayudar a las personas que se acercaban al final de sus vidas a vivir más plenamente durante el tiempo que les quedaba. Estos talleres estaban diseñados para dar cabida no solo a los moribundos, sino también a sus cuidadores, a quienes se animaba a participar en las sesiones. Los talleres proporcionaban un foro para que los pacientes compartieran sus historias y expresaran sus miedos, su ira y su dolor por su muerte inminente. Un tema recurrente en los talleres era abordar los remordimientos asociados con la percepción de pérdida de tiempo y energía relacionada con problemas infantiles no resueltos, como el abuso y el abandono. Estos problemas no resueltos a menudo se manifestaban como ira fuera de lugar, perfeccionismo, comportamiento controlador, priorización de la riqueza material sobre las relaciones, sentimientos de indignidad y falta de sentido.
Para abordar la intensidad de estas emociones, la Dra. Kübler-Ross incorporó técnicas para ayudar a los participantes a exteriorizar sus emociones, incluida la liberación de la rabia, el dolor y el miedo enterrados. Este enfoque a menudo facilitó una comprensión y resolución más profundas del dolor de larga data, lo que llevó a una transformación del miedo y el dolor en gratitud. Reconociendo que los cuidadores también se beneficiaban de los talleres, la Dra. Kübler-Ross abrió las sesiones a cualquier persona que buscara vivir más plenamente hasta la muerte.
Una característica distintiva de los talleres fue el uso de dibujos improvisados con crayones, una técnica influenciada por el trabajo de la analista junguiana Dra. Susan Bach. La Dra. Kübler-Ross instruyó a los participantes en la interpretación de los dibujos para ayudar a descubrir razones inconscientes de su asistencia y abordar pérdidas pasadas. Además, presentó un modelo de desarrollo humano que abarca cuatro partes (emocional, intelectual, física y espiritual) conocidas como "Los cuatro cuadrantes", que forman la base de su trabajo en los inicios del movimiento de cuidados paliativos. También abordó lo que llamó "las cinco emociones fundamentales" —miedo, ira, celos naturales, dolor y amor— y sus expresiones y distorsiones naturales.

## Trabajo con niños
A lo largo de su carrera, Elisabeth Kübler-Ross estudió y escribió extensamente sobre las percepciones de los niños sobre la muerte. Entre sus obras más destacadas se encuentran The Dougy Letter (1979), Living with Death and Dying (1981) y On Children and Dying (1983). Estos libros exploran cómo los niños entienden, discuten y responden a la muerte, lo que refleja sus ideas sobre las formas únicas en que los niños expresan sus experiencias y temores.
El trabajo de Kübler-Ross fue impulsado en parte por las solicitudes de pacientes y lectores que buscaban una comprensión más profunda del lenguaje utilizado por los niños con enfermedades terminales para articular sus necesidades. En Living with Death and Dying (1981), sostiene que los niños tienen una conciencia más matizada de la muerte de lo que a menudo se supone y están más dispuestos a hablar de ella abiertamente.
Influenciada por el trabajo de Susan Bach y Gregg Furth, Kübler-Ross examinó cómo los dibujos de los niños sirven como un medio crucial de comunicación. Ella identificó dos tipos distintos de comunicación relacionada con la muerte en los niños. El "lenguaje simbólico no verbal" es utilizado por los niños más pequeños, quienes pueden expresar su comprensión de la muerte a través de dibujos, imágenes u objetos, ya que pueden carecer de las habilidades verbales para articular sus sentimientos directamente. A medida que los niños crecen, pueden hacer la transición al "lenguaje simbólico verbal", caracterizado por historias complejas y preguntas inusuales que sirven para expresar sus emociones y preocupaciones sobre la muerte. Los niños pueden tener miedo de hacer preguntas directas sobre su muerte, por lo que pueden inventar historias o preguntas extrañas que satisfagan sus necesidades. Esta forma de comunicación refleja su capacidad evolutiva para articular sus sentimientos y miedos, aunque todavía pueden tener dificultades con las preguntas directas sobre la muerte.

## Modelo de Kübler-Ross
Su libro Sobre la muerte y los moribundos (1969) expone su conocido modelo de Kübler-Ross por primera vez. En esa y otras doce obras, sentó las bases de los modernos cuidados paliativos, cuyo objetivo es que la persona enferma afronte la muerte con serenidad y hasta con alegría. 
Kübler-Ross afirmó que su identificación de "las etapas del duelo" se inspiró únicamente en la obra El yo y los mecanismos de defensa de Anna Freud (1936). Es de destacar que, a pesar de ser una fiel seguidora de Carl Gustav Jung, Kübler-Ross derivó su idea más famosa de la familia Freud.
Enfocó su investigación en cinco etapas de duelo, y la misma consiste principalmente en la adaptación emocional a estas, si bien se trata de una experiencia compleja que engloba también factores fisiológicos, cognitivos y otros. Estas cinco etapasː negación, ira, negociación, depresión y aceptación, se utilizan para afrontar situaciones muy difíciles como mecanismo de defensa ante el problema. Las mismas etapas que pueden enfrentar las personas con enfermedades terminales, pero también aquellas que tienen que afrontar una pérdida repentina, ya sea un empleo, un divorcio o la partida de un ser querido. Son cinco etapas de duelo, pero la persona no tiene que pasar necesariamente por todas, incluso puede tener sentimientos de varias etapas a la vez. Su duración también puede ser variable, pero lo que generalmente comparten todas las fases es la esperanza, hasta en los momentos más complicados hay una tendencia a pensar que aparecerá un medicamento nuevo o alguna posibilidad de curación, por más mínima que sea. (Kübler-Ross y Kessler, 2007) 
Es importante señalar que en el libro original de Kübler-Ross de 1969, ella incluyó un gráfico de página completa que mostraba claramente más de cinco etapas. Otras “etapas” incluidas por Kübler-Ross fueron: shock, negación parcial, duelo preparatorio (también conocido como duelo anticipatorio), esperanza y decatexis (el proceso de desinversión de energía mental o emocional en el mundo exterior). Además, mencionó otras “etapas” como la culpa, la ansiedad y el entumecimiento. 
En 1974, Kübler-Ross declaró públicamente en su segundo libro que las “Etapas” no debían ser lineales. También afirmó que varias etapas pueden ocurrir a la vez, omitirse o no ocurrir en absoluto. Ella creía que el concepto de las cinco etapas era simplemente un buen lugar para iniciar una conversación sobre los elementos del viaje del duelo. En 1978 publicó un gráfico de las etapas del duelo que mostraba las etapas como círculos superpuestos para tratar de alejar al público del concepto de que las etapas eran necesariamente una experiencia lineal.

### El rol de la enfermería en las etapas de duelo
En sus obras sentó las bases de los modernos cuidados paliativos, cuyo objetivo es que la persona enferma y su familia afronten la muerte con serenidad y hasta con alegría. 
Como primer objetivo se identificaron las etapas de duelo: negación, ira, negociación, depresión y aceptación. (Vega, 2013; Hernández, 2017; Braganza, 2014 y Álvarez, 2016). En el segundo objetivo se clasificaron las intervenciones de enfermería de acuerdo a cada una de las etapas de duelo en la que se encuentra la persona paciente. 
En la etapa de negación, la intervención de enfermería consiste en dar apoyo verbal al paciente sin reforzar su negación. Durante la ira, las personas cuidadoras no deben tomarse la misma como algo personal. Durante la negociación, la intervención se enfoca en escuchar con atención para aliviar sentimientos de culpa y el miedo irracional. Durante la depresión, la intervención de enfermería debe permitir que el familiar exprese esta tristeza y se comunique correctamente de forma no verbal. Durante la aceptación, el personal sanitario debe proveer apoyo emocional a los familiares.
Las intervenciones dirigidas a las personas pacientes mayormente se enfocaron en brindar cuidados paliativos que influyeran en la comodidad y la calidad de vida. La empatía y el apoyo emocional a los familiares fueron las intervenciones más importantes (García y Rivas, 2013; Contreras, 2016; Sánchez, 2016; Raitio, 2015; Mullen, 2015 y Méndes, 2017).
Últimos años y muerte

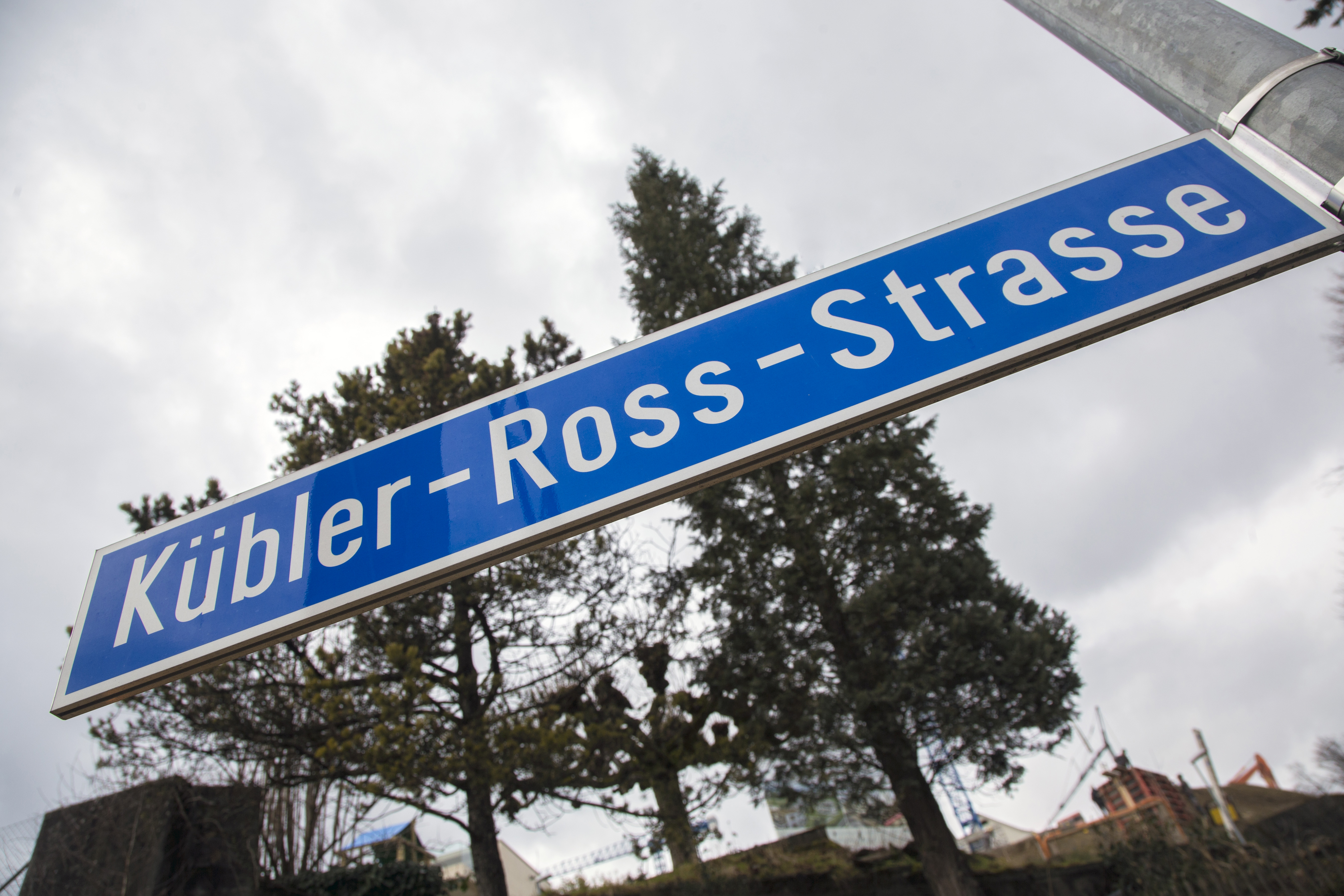
Calle denominada en honor a Kübler-Ross en Meilen, Suiza

Elisabeth Kübler-Ross enfrentó una serie de desafíos entre 1987 y 1995, sufriendo múltiples derrames cerebrales que eventualmente la dejaron parcialmente paralizada en su lado izquierdo. Durante este período, tanto la Granja Healing Waters como el Centro Elisabeth Kübler-Ross cesaron sus operaciones. Tras la destrucción de su casa en Virginia en un incendio provocado y un posterior derrame cerebral, se mudó a Scottsdale, Arizona, en octubre de 1994. Sin embargo, su salud continuó deteriorándose, culminando en un derrame cerebral debilitante unos meses más tarde, que la confinó a una silla de ruedas y impulsándola a contemplar su propia mortalidad.
En 1997, Oprah Winfrey visitó a Kübler-Ross en Arizona para una entrevista, explorando los paralelismos entre sus experiencias y las cinco etapas del duelo.
Kübler-Ross falleció el 24 de agosto de 2004 en un asilo de ancianos en Scottsdale, Arizona, a la edad de 78 años, sucumbiendo a causas naturales. Fue enterrada en el cementerio Paradise Memorial Gardens en Scottsdale, Arizona, EE. UU.
Después del fallecimiento de Elisabeth, Muhammad Ali compartió sus reflexiones sobre ella en el libro Tea With Elisabeth diciendo: "Elisabeth nos enseñó que la autorrealización es una parte importante para comprender el significado de la vida... No es coincidencia... que la mujer que enseñó tanto sobre la muerte y el morir como un proceso fue verdaderamente la campaña de la vida”.

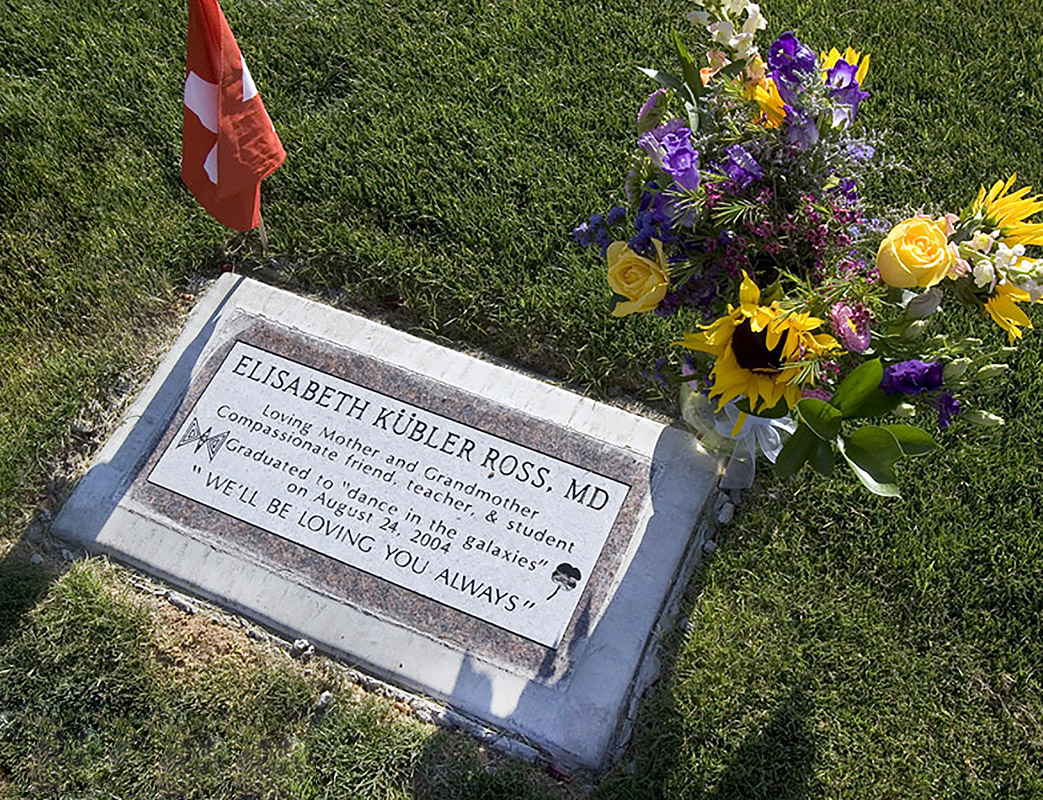
la lápida de Elisabeth Kübler-Ross

En 2005, su hijo, Ken Ross, estableció la Fundación Elisabeth Kübler-Ross en Scottsdale, Arizona, continuando su legado mediante la promoción de servicios de cuidados paliativos, cuidados paliativos y apoyo al duelo.La marca comercial 'Elisabeth Kübler-Ross', junto con todos los derechos de autor asociados y otras marcas comerciales asociadas con Kübler-Ross, es administrada y controlada por sus hijos a través de Elisabeth Kübler-Ross Family Limited Partnership (Elisabeth Kübler-Ross Sociedad Limitada Familiar).

## Legado público continuo
Desde su fallecimiento en 2004, Elisabeth Kübler-Ross ha recibido numerosos honores póstumos que subrayan su profundo impacto en el estudio de la muerte y el morir. En 2007 se le concedió la inclusión en el Salón de la Fama de las Mujeres. En octubre de 2015, la revista FLOW de los Países Bajos dedicó un artículo de ocho páginas a su influyente trabajo. Su legado se destacó de manera destacada en la exhibición “Death & Dying” en la Expo 216, un museo sin fines de lucro en Wilmington, Carolina del Norte, de agosto de 2017 a febrero de 2019, donde sus Cinco Etapas del Duelo fueron un foco clave. En noviembre de 2017, el primer hospicio de los Países Bajos pasó a llamarse “Elisabeth Kübler-Ross Huis” y la calle de enfrente recibió el nombre de “Kübler-Ross Plein” en su honor. La familia Kübler-Ross donó la mayoría de sus archivos a la Biblioteca Verde de la Universidad de Stanford en 2019 para conmemorar el 50.º aniversario de su obra fundamental, Sobre la muerte y los moribundos. Ese año, en agosto, el Dr. Ira Byock y el Institute for Human Caring exhibieron los archivos personales de Kübler-Ross en una exposición de cuatro años. El 50.º aniversario también fue conmemorado por la Organización Nacional de Hospicios y Cuidados Paliativos (NHPCO) en su conferencia en Orlando, Florida, en noviembre de 2019, y en diciembre de 2019, el American Journal of Bioethics dedicó un número completo a sus innovadoras contribuciones. Estos elogios reflejan la importancia duradera del trabajo de Kübler-Ross y su influencia duradera en los campos de la psicología y los cuidados paliativos.

## Legado en los medios y la cultura populares

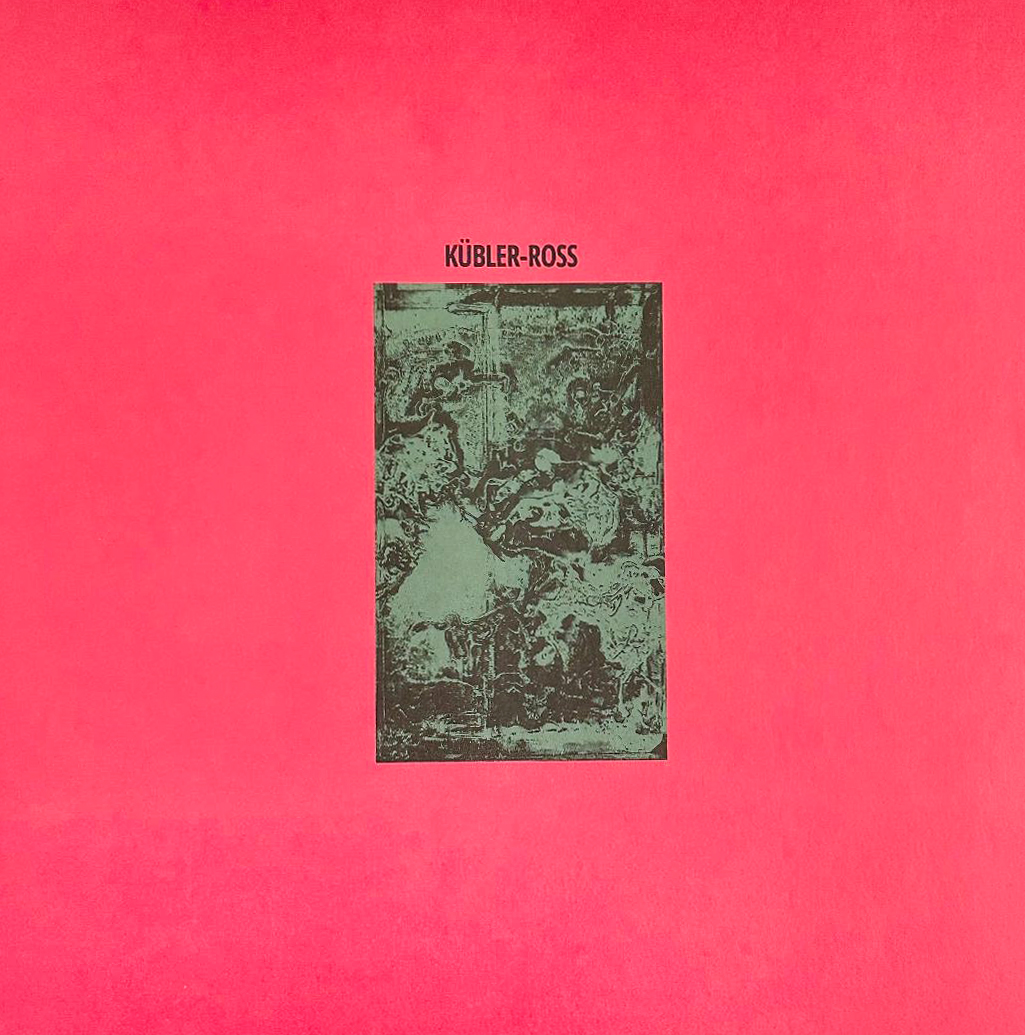
El álbum "Kübler-Ross" del grupo "Kübler-Ross"

La influencia de Elisabeth Kübler-Ross ha sido significativa en la cultura popular, particularmente dentro de la industria musical después de su fallecimiento. Numerosos artistas y bandas han rendido homenaje a Kübler-Ross a través de sus trabajos creativos. En 2006, The Gnomes lanzó una canción titulada "Elisabeth Kübler-Ross has Died". Canciones como "Kübler-Ross" llevan su nombre por artistas como: Chuck Wilson (2010), Elephant Rifle (2010), Harry Santos (2011), Hugo Dena (2013), Mic Lanny & James Rock (2014), Dominic Moore (2015), Kübler-Ross la banda (2020), Alp Aybers (2020), Audio Medic (2021), O Size (2022), Norro (2024), sopa (2024). LettingGo lanzó una canción titulada "Kubler-Ross"! (2014) y otro de Generations Gap (2017). Las canciones llamadas "The Kübler-Ross Model" fueron lanzadas por Matt Elliott (2008), The Kubler-Ross Model de Keylin Mayfield (2014), kaapin (2015), Nyctophilia (2018), Abie (2019) y Manic Mannequin (2020]. Treinta y cinco bandas diferentes lanzaron una canción llamada "Stage of Grief" o "Five Stages of Grief" entre 2008 y 2024. En particular, la banda "Spring Offensive", con sede en Oxford, incorporó extractos de la voz de Kübler-Ross tres veces en su balada de rock de 13:20 minutos 'The First of Many Dreams About Monsters', una canción de 2010 sobre el dolor, la muerte y el fallecimiento del cantante. madre."
Además de las canciones, varios álbumes llevan su nombre, como "Kübler-Ross Experiments" de Alex Temple (2012), "Kübler-Ross Dream Cycle" de Kauma (2013), "Kübler-Ross Model" de BellNotchPeak (2014), EP "Kübler-Ross Model" de What I Reflect (2016), EP "Kübler-Ross" de JDuBTheProducer (2016), "Kübler-Ross" de lav火山 (2020), "El modelo Kübler-Ross" de Marcellus Wright (2020), "Kübler-Ross" de Liquid Project (2021), "Kübler-Ross" de Chine Drive (2023), Álbum "Kübler-Ross Soliloquies" de Deadbeat (2023), álbum "Kübler-Ross" de Coachello (2024) y álbum "Kübler-Ross (Five Stages of Grief)" de Saint Juvi (2024), con algunos de estos álbumes EP de 5 canciones que incluyen una canción con el nombre de cada etapa.
El término "Five Stages of Grief" (Cinco etapas del duelo) es un título popular para los álbumes de música. Entre 2000 y 2005, se lanzaron seis álbumes con el nombre "Five Stages of Grief" (Cinco etapas del duelo) o "The Five Stages of Grief" (Las cinco etapas del duelo). Cabe destacar que, solo en los primeros siete meses de 2024, se lanzaron aproximadamente veintinueve álbumes con un título relacionado con las cinco etapas del duelo.
Varios artistas musicales también han titulado álbumes basados en los libros de Kübler-Ross, como "Beyond the Shores (On Death & Dying)" de Shores of Null (2020) y “Wheel of Life” del saxofonista japonés Sadao Watanabe. El álbum de Marina de 2019, "Love & Fear", se inspira directamente en la filosofía de Kübler-Ross, como se señaló en múltiples entrevistas.
El impacto de Kübler-Ross se extiende también a los nombres de las bandas, con KÜBLER ROSS, una banda de punk sueca fundada por una ex enfermera, y Kübler-Ross, una banda de sintetizador/wave/industrial de Glasgow, Escocia, cuyo álbum “Kübler-Ross” fue nominado a Álbum del año en Escocia en 2021.Además, en 2014 se formó una banda de rock matemático de Corea del Sur llamada "Dabda", un acrónimo en inglés que representa las cinco etapas del duelo.Otra banda con el mismo nombre (Dabda) existe en España y lanzó un álbum titulado "Five Stages of Grief" el 4 de septiembre de 2017.
En 2024, Taylor Swift seleccionó un conjunto de listas de reproducción de Apple Music basadas en las cinco etapas del duelo.

## Bibliografía en inglés

Tomando un té con Elisabeth Kübler-Ross, compilación sobre la autora

## Ediciones en español
- Preguntas y respuestas sobre la muerte y los moribundos. Ediciones Obelisco. 2016. ISBN 978-84-9111-115-3.
- Carta para un niño con cáncer. Luciérnaga. 2015. ISBN 978-84-15864-73-8.
- La muerte: un amanecer. Grupo Planeta Spain. 2011. ISBN 9788492545605.
- Vivir hasta despedirnos. Luciérnaga. 2007. ISBN 978-84-89957-83-1.
- Sobre el duelo y el dolor. Cómo encontrar sentido al duelo a través de sus cinco etapas. Luciérnaga. 2006. ISBN 978-84-89957-76-3.
- La rueda de la vida. Vergara. 2006. ISBN 9788466632256.
- Elisabeth Kübler-Ross. Una mirada de amor. Testimonio de una vida y una enseñanza. Editorial Sirpus. 2005. ISBN 978-84-96483-01-9.
- Una luz que se apaga. Editorial Pax México. 2005. ISBN 9789688600313.
- Aprender a morir. Aprender a vivir. Preguntas y respuestas. Editorial Sirpus. 2005. ISBN 978-84-89902-58-9.
- Todo final es un luminoso principio. Editorial Sirpus. 2004. ISBN 978-84-89902-37-4.
- Una vida plena. Ediciones B. 2004. ISBN 9788466615921.
- Recuerda el secreto. Luciérnaga. 2002. ISBN 9788487232299.
- Lecciones de vida. Ediciones B. 2002. ISBN 978-84-666-0969-2.
- SIDA: El gran desafío. Martínez Roca. 2002. ISBN 9788427027633.
- Conferencias: morir es de vital importancia. Luciérnaga. 1996. ISBN 9788487232848.
- Sobre la muerte y los moribundos. Grijalbo. 1993. ISBN 978-84-253-2445-1. (Este libro ha tenido tres títulos separados en español debido a cambios de editoriales.)
- Los niños y la muerte. Luciérnaga. 1992. ISBN 9788487232336.